# İstanbullu Gelin
Pour les articles homonymes, voir Gelin.
İstanbullu Gelin est une série télévisée turque en 87 épisodes de 120 minutes diffusée du 3 mars 2017 au 31 mai 2019 sur la chaîne Star TV.

## Synopsis
Faruk et Süreyya tombent amoureux à Istanbul, se marient et déménagent dans la maison ancestrale de la mère de Faruk à Bursa. Süreyya tente constamment de gagner les affections de sa belle-mère conventionnelle, qui n'a jamais quitté les murs de sa maison et gère sa famille selon ses propres règles.

## Distribution
- Özcan Deniz (tr) : Faruk Boran
- Aslı Enver (tr) : Süreyya Deniz
- İpek Bilgin (tr) : Esma Boran
- Salih Bademci (tr) : Fikret Boran
- Fırat Tanış (tr) : Adem Sezgin
- Dilara Aksüyek (tr) : İpek Dokuyucu